# 狮子峰林场
狮子峰林场是中华人民共和国湖北省黄冈市麻城市下辖的一个类似乡级单位。

## 行政区划
下辖以下地区：
隘门关虚拟村。